# كيم جي إن
كيم جي إن (بالكورية: 김지인)‏ هي ممثلة كورية جنوبية. ولدت يوم 17 سبتمبر 1996 في كوريا الجنوبية.

## روابط خارجية
- كيم جي إن على موقع IMDb (الإنجليزية)
- كيم جي إن على موقع قاعدة بيانات الفيلم (الإنجليزية)